# Élections générales de 2018 dans la république populaire de Donetsk
Pour un article plus général, voir Élections générales de 2018 dans le Donbass.
Des élections générales ont lieu à Donetsk le 11 novembre 2018. Elles sont organisées par la république populaire de Donetsk autoproclamée par les pro-russes. Ces élections ne sont pas reconnues par la communauté internationale (notamment par les Nations unies et l'Union européenne) en ce qu'elles sont contraires aux engagements signés par les rebelles à Minsk lors du cessez-le-feu de septembre 2014.
Il s'agit d'élire les 100 membres du Conseil populaire, ainsi que le président de la République.

## Résultats

### Élection présidentielle
| Nom            | Nom               | Parti          | Voix | %     |
| -------------- | ----------------- | -------------- | ---- | ----- |
|                | Denis Pouchiline  | RD             |      | 60,85 |
|                | Roman Khramenkov  | SE             |      | 14,2  |
|                | Elena Chichkina   | DL (en)        |      | 9,3   |
|                | Roman Evstifeïev  | SE             |      | 7,7   |
|                | Vladimir Medvedev | SE             |      | 6,5   |
| Blancs et nuls | Blancs et nuls    | Blancs et nuls |      | 1,34  |
| Total          | Total             | Total          |      | 100   |

### Élections législatives
| Parti          | Parti                 | Voix | %     | Sièges |
| -------------- | --------------------- | ---- | ----- | ------ |
|                | République de Donetsk |      | 72,38 | 74     |
|                | Donbass libre (en)    |      | 26,02 | 26     |
| Blancs et nuls | Blancs et nuls        |      | 1,6   | -      |
| Total          | Total                 |      | 100   | 100    |

Source